# Яків IV (король Шотландії)
Яків IV (англ. James IV; 17 березня 1473 — 9 вересня 1513) — король Шотландії (1488–1513) з династії Стюартів, перший король епохи Відродження. Яків IV був старшим сином короля Шотландії Якова III і Маргарити Данської. Відразу після народження він отримав титули герцога Ротсея, графа Карріка і лорда Каннінгема.

## Життєпис

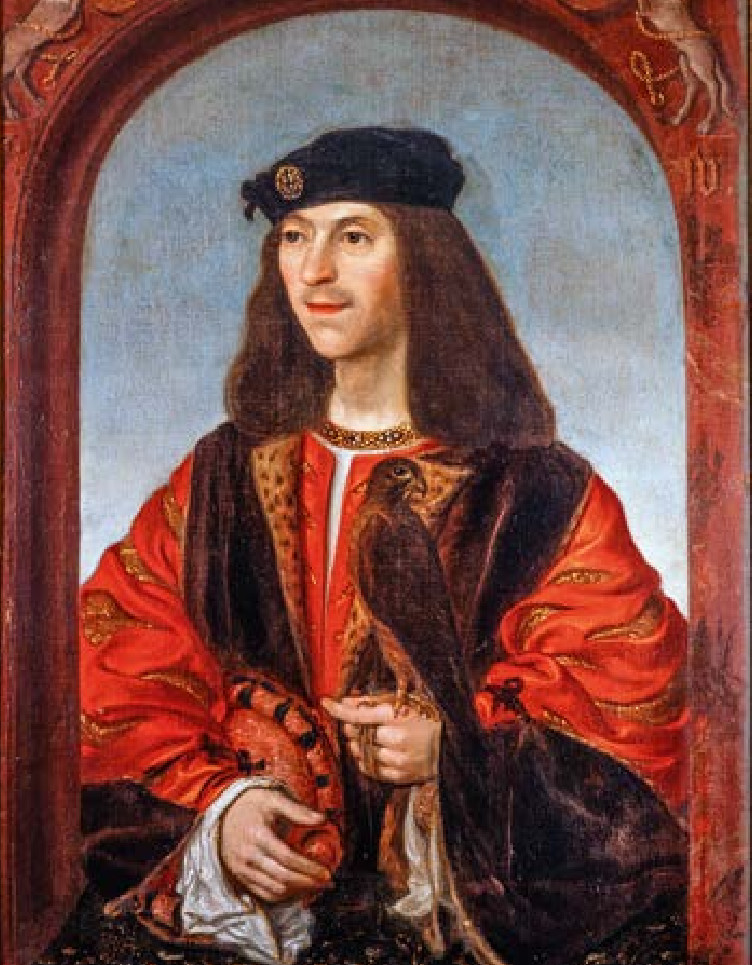
Яків в молодості 1491 рік

У 1488 п'ятнадцятирічний Яків став номінальним лідером заколоту південношотландських баронів проти свого батька. Королівська армія була розбита повсталими в битві при Сочіберні 11 червня 1488 року. Яків III загинув, рятуючись втечею, і молодий принц зійшов на престол Шотландії під ім'ям Якова IV.
Вищі посади в королівської адміністрації зайняли лідери заколоту проти Якова III — представники родів Гепберн і Г'юм. Канцлером Шотландії став граф Аргайл. Однак домінування в органах влади вузької олігархії кількох сімей незабаром викликало невдоволення інших учасників заколоту 1488 року, що не отримали свою частку винагороди. Це призвело в 1489 до повстання графа Леннокса, яке хоч і було придушене королівськими військами, спричинило за собою ліквідацію олігархічного правління і залучення на королівську службу ширших верств дворянства.
До 1491 року, коли Яків IV повністю позбувся опіки, вже можна говорити про формування нової системи королівської влади в країні, заснованої на сильній, авторитарній владі короля з опорою на найширші верстви дворянства.

## Зовнішня політика
У зовнішній політиці Яків IV підтримував союз з Францією. Після сходження на англійський трон Генріха VIII (1509 рік) англо-шотландські відносини значно ускладнилися. У 1513 році після висадки англійських військ у Франції Яків IV підтримав свого континентального союзника та оголосив війну Англії.
22 серпня 1513 року шотландські війська перетнули англійську кордон та захопили замки Норем, Італ і Варк. Назустріч шотландцям рушили війська Томаса Говарда, графа Суррея. 9 вересня 1513 року в битві при Флоддені шотландська армія була повністю розбита, король Яків IV, його позашлюбний син архієпископ Олександр та безліч видатних шотландських шляхтичів загинули на полі бою.
Шотландія вступила в смугу внутрішнього регентства при малолітньому синові Якова IV Якові V.

## Родина
Дружина — Маргарита Тюдор, дочка Генріха VII, короля Англії
Діти:
- Джеймс, герцог Ротсей (1507—1508)
- Артур, герцог Ротсей (1509—1510)
- Яків V (1512—1542), король Шотландії
- Олександр, герцог Росс (1514—1515)

1 Коханка — Маргарет Бойд
Діти:
- Олександр Стюарт (1493—1513), архієпископ Сент-Ендрюса.
- Кетрін Стюарт (1495—1554), вийшла заміж за Джеймса Дугласа, третього графа Мортон.

2 Коханка — Маргарет Драммонд
Діти:
- Маргарет Стюарт (1497), вийшла заміж за Джона Ґордона, лорда Ґордона, у другому шлюбі з сером Джоном Драммондом.

3 Коханка — Джанет Кеннеді
Діти:
- Джеймс (1499—1544), граф Морей.

4 Коханка — Ізабель Стюарт, дочка Джеймса Стюарта, 1-го графа Бьюкен
Діти:
- Джанет Стюарт (1502—1562).